# Erkembodo

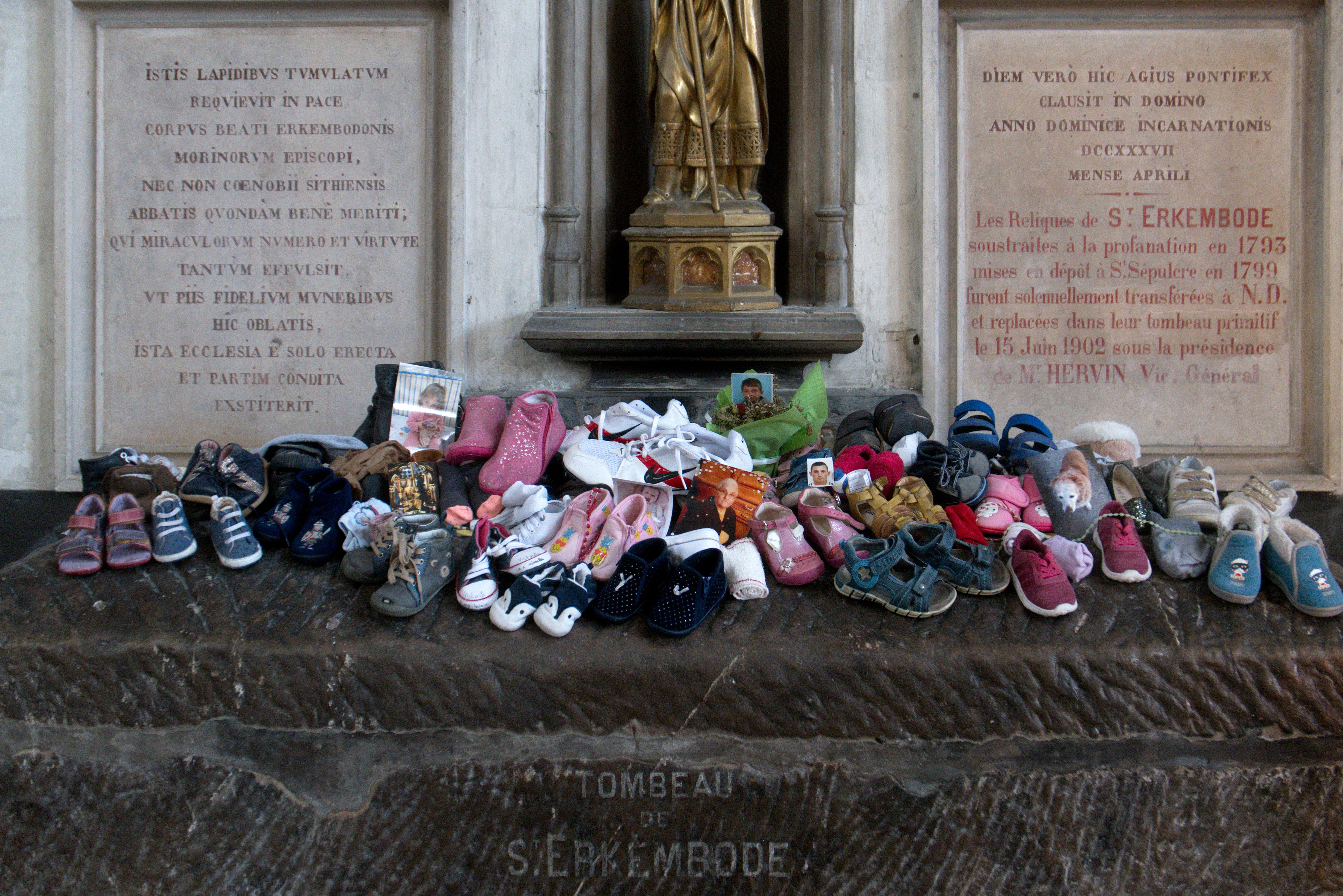
Kinderschoentjes op het graf van de heilige Erkembodo

De heilige Erkembodo of Erkembode (? – 12 april 742) was de vijfde bisschop van Terwaan. Zijn naam betekent 'erkende boodschapper'. Hij werd vermoedelijk in Ierland geboren en werd in 723 omwille van zijn deugdzame levenswandel verkozen tot abt van de Sint-Bertijnsabdij en bisschop van Terwaan. Hij stierf in 742 en werd begraven in de eenvoudige parochiekerk van Sint-Omaars, die later zou uitgroeien tot de Onze-Lieve-Vrouwekathedraal.

## Verering
Het graf van de heilige Erkembodo bevindt zich in de noordelijke kooromgang van de kathedraal. De zeer oude porfieren zerk is bezaaid met kinderschoentjes. Volgens de overlevering zou de heilige tijdens zijn episcopaat namelijk het hele uitgestrekte bisdom Terwaan, van Ieper tot de vallei van de Somme, te voet zijn afgereisd om overal gronden op te kopen en te verdelen onder de armen. Bij zijn dood was hij nagenoeg kreupel. Vrij vlug na zijn overlijden kwam een hele cultus op gang, waarbij pelgrims een voettocht naar zijn graf ondernamen en er bij wijze van ex voto hun schoen achterlieten. Tot op de dag van vandaag brengen ouders kinderschoentjes naar het graf van "le saint qui fait marcher" in de hoop dat hij hun kind probleemloos helpt leren lopen. De heilige Erkembode wordt daarnaast aangeroepen bij kwalen aan voeten en benen en ook wel bij depressies.